# Organização Internacional da Francofonia
A Organização Internacional da Francofonia (em francês: Organisation internationale de la Francophonie ou la Francophonie), cujo acrónimo é OIF, é uma organização internacional que congrega países em que a língua francesa é oficial ou tem um status privilegiado. O termo "francofonia" também se refere, lato sensu, à comunidade de falantes do idioma francês.
Atualmente a organização tem 57 Estados-membros e 20 países observadores.

## História
A convenção que criou a Agência de Cooperação Cultural e Técnica (Agence de Coopération Culturelle et Technique) foi assinada em 20 de março de 1970 pelos representantes dos 21 estados e governos sob a influência dos Chefes de Estado africanos, Léopold Sédar Senghor do Senegal, Habib Bourguiba da Tunísia, Hamani Diori do Níger e príncipe Norodom Sihanouk do Camboja. Com base na partilha da língua francesa, as missões desta nova organização intergovernamental são a promoção das culturas dos seus membros e a intensificação da cooperação cultural e técnica entre eles, bem como a solidariedade e a ligação entre eles através do diálogo. O projeto evoluiu incessantemente desde a criação da Agência de Cooperação Cultural e Técnica, tornou-se a Agência Intergovernamental da Francofonia (Agence intergouvernementale de la Francophonie) em 1998 para lembrar seu status intergovernamental. Finalmente, em 2005, a adoção de uma nova Carta da Francofonia (la Charte de la Francophonie) dá o nome à Agência da Organização Internacional da Francofonia (Organisation internationale de la Francophonie).

## Membros

### Europa

Mapa com os membros da Francofonia e seus participantes associados e observadores. Os países candidatos e os membros subnacionais são igualmente representados (na Bélgica e no Canadá).

- Membros: Andorra, Albânia, Armênia,  Bélgica (mais especificamente a Comunidade Francesa da Bélgica), Bulgária, França (França Metropolitana), Luxemburgo, Macedônia do Norte, Moldávia, e Suíça.
- Observadores: República Checa, Eslováquia, Eslovênia, Letónia, Lituânia, e Polônia

Na Europa existem mais de 76 milhões de francófonos (OIF 1998). O francês é a língua estrangeira mais estudada no continente depois do inglês (Eurobarômetro 2001).

### América
- Membros: Canadá (governo federal e os governos provinciais de Quebec e Novo Brunswick), França (Guadalupe, Guiana Francesa, Martinica, São Bartolomeu, São Martinho, São Pedro e Miquelão), Dominica, Haiti, Santa Lúcia

Na América há mais de 14 milhões de francófonos (1998). É a quarta língua mais utilizada, atrás do espanhol, do inglês e do português e à frente do quechua e outras línguas.

### África
- Membros: Benim, Burquina Fasso, Burundi, Cabo Verde, Camarões, Chade, Comores, Congo-Brazzaville, Congo-Quinxassa, Costa do Marfim, Djibuti, Egito, França (Maiote e Reunião), Gabão, Guiné, Guiné-Bissau, Guiné Equatorial, Madagascar, Mali, Marrocos, Maurício, Mauritânia, Níger, Ruanda, São Tomé e Príncipe, Senegal, Seychelles, Togo, Tunísia

Na África existem quase 79 milhões de francófonos (1998). Ainda tem a qualidade de "língua franca" junto com o inglês, o árabe e o português.

### Ásia e Oceania
- Membros: Camboja, Laos, Líbano, Vanuatu, Vietnã, França (Nova Caledônia, Polinésia Francesa, Wallis e Futuna).

Na Ásia há mais de três milhões de francófonos e na Oceania mais de meio milhão de francófonos (1998). Na Oceania é a segunda língua mais usada, atrás do inglês e à frente do maori.

### Antártida
- Membro: França (Terras Austrais e Antárticas Francesas)

### Os francófonos no mundo
- OIF: Segundo o Alto Conselho da Organização Internacional da Francofonia (1998) existem 173 milhões de falantes de francês e outros 110 milhões de "francisants" ou pessoas que falam francês com diferente grau de domínio.
- O Linguasphere Observatory, por sua parte, mostra um total de 125 milhões incluindo translinguais.
- Eurobarômetro: Um estudo do Eurobarômetro (2001) estima mais de 105 milhões (28% de 376 milhões) de falantes de francês na União Europeia sem incluir outros cidadãos (esta fonte é uma instituição oficiosa plurinacional e multilíngue europeia).
- Segundo SIL International (Ethnologue, 15ª edição) o número de falantes primários é cerca de 65 milhões.